# Li Osborne
Li Osborne (* 4. Januar 1883 in Mainz als Louise Friederike Susanna Wolf; † 19. August 1968 in Brè) war eine deutsche Fotografin.

## Leben und Werk
In den 1920er Jahren machte sie sich einen Namen als Porträt- und Theaterfotografin. Ihre erste Fotoausstellung hatte sie 1920 in Kopenhagen. Ab 1922 führte sie ein Atelier in Baden-Baden, 1925 zog sie nach München. Es entstanden unter anderem Porträts von Bertolt Brecht und Sybille Binder, die sich heute im Museum Folkwang befinden. Eine Aufnahme von Rabindranath Thakur ist im Bestand der National Portrait Gallery in London. 1926 war Li Osborne auf der Deutschen Photographischen Ausstellung in Frankfurt am Main vertreten. Nach der Machtergreifung der Nationalsozialisten wurde jüdischen Fotografinnen die Arbeit unmöglich gemacht. Ebenso wie zahlreiche Berufskolleginnen, darunter Ellen Auerbach, Grete Stern, Lucia Moholy und Marianne Breslauer, entschloss sich Li Osborne zur Emigration. Seit Mitte der 1930er Jahre lebte sie zunächst im Fextal, später in Locarno. 1948 zog sie nach Colchester, verbrachte die Sommermonate aber meist in der Schweiz.
Li Osborne war dreimal verheiratet. Von 1907 bis 1913 mit dem Offizier Leo Karl Benecke, von 1920 bis 1929 mit dem Psychiater Walter Osborne und ab 1930 mit William Dodge Hutchinson. In erster Ehe hatte sie eine Tochter, die im Alter von vier Jahren verstarb.

## Verschiedenes
Am 1. September 1923 begegnete sie in Celerina/Schlarigna Arthur Schnitzler, der in seinem Tagebuch notierte:

„N[ach]. d[em]. N[achtmahl]. im Haus Rocco, wo Frau Dr. Osborne bei Freunden wohnt. Der Hausherr, dessen Frau und Kinder verreist zeigt mir das schöne merkwürdige Haus. Ein Münchner Professor und Frau gleichfalls anwesend. Fr. Dr. Osborne zeigt mir einige von ihr aufgenommene vorzügliche Portraits (Hauptmann u. a.) „um mir Muth zu machen“. Der Unterhaltung konnt ich nur mühselig folgen.“